# Fałszywy trop (film)
Fałszywy trop (org. Dead End) – kanadyjski dramat filmowy z 1998 roku.

## Fabuła
Po tym, gdy żona sierżanta Henry'ego Smovinsky'ego spadła z balkonu i zmarła, policjant podejmuje się opieki nad nastoletnim synem. Wkrótce potem Smovinsky dowiaduje się, że jego żona była w przeszłości prostytutką, jej śmierć nie była samobójstwem, a Smovinsky jest głównym podejrzanym. Policjantowi pomaga Maggie Furness.

## Obsada
- Eric Roberts – Henry Smovinsky
- Jacob Tierney – Adam Compton
- Eliza Roberts – Maggie Furness
- Jayne Heitmeyer – Katie Compton
- Jack Langedijk – Lido
- Lynne Adams – Sally
- Frank Schorpion – Dennis
- Larry Day – Burnett